# 朱辉
朱辉（1911年—1996年），男，江西上饶人，中华人民共和国军事人物，政治人物，曾任江苏省高级人民法院副院长，中共江苏省委统战部副部长，江苏省政协副主席。

## 家庭
长孙朱新均为原国家语委党组书记。